# Crotalus mitchelli
Crotalus mitchelli este o specie de șerpi din genul Crotalus, familia Viperidae, descrisă de Cope 1861. A fost clasificată de IUCN ca specie cu risc scăzut. Conform Catalogue of Life specia Crotalus mitchelli nu are subspecii cunoscute.